# Амуариб
Амуариб — село в Гунибском районе Дагестана. Входит в состав сельского поселения Сельсовет Тлогобский.

## География
Расположено в 9 км к северо-западу от районного центра с. Гуниб, на р. Кудиябор (бассейн р. Кунада).

## Население
| 1939 | 1970 | 1989 | 2002 | 2010 | 2021 |
| ---- | ---- | ---- | ---- | ---- | ---- |
| 38   | →38  | ↘14  | ↘0   | ↗34  | ↗47  |